# گاچانسیپا
گاچانسیپا (انگلیسی: Gachancipá) نام شهری در کشور کلمبیا است.